# Ayyub Axel Köhler
Ayyub Axel Köhler (* 3. April 1938 in Stettin als Axel Köhler)  ist ein Funktionär des Zentralrats der Muslime in Deutschland. Er war von 2006 bis zum September 2010 dessen Vorsitzender, ehe er in dieser Funktion von Aiman Mazyek abgelöst wurde. Von 1999 bis 2004 war Köhler Mitglied der FDP-Fraktion in der Bezirksvertretung von Köln-Nippes.

## Leben
Während des Zweiten Weltkrieges wurde Köhler mit seiner Familie aus Stettin vertrieben und kam mit seiner Familie nach Schönewalde, 1951 erfolgte ein Umzug nach Halle (Saale). Nach Abschluss des Abiturs 1956 flüchtete er aus der DDR in die Bundesrepublik Deutschland, wo er an den Universitäten in Freiburg und Kiel Geophysik studierte und 1968 an der Universität Köln in diesem Fach promovierte. Er ist Mitglied des Corps Alemannia zu Kiel (Weinheimer Senioren-Convent).  Köhler konvertierte 1963 im Alter von 25 Jahren während seiner Studentenzeit zum sunnitischen Islam und nannte sich nun Ayyub Axel Köhler (der Name Ayyub ist die arabische Variante des biblischen Hiob).
Anschließend arbeitete er kurze Zeit beim Deutschen Zentrum für Luft- und Raumfahrt in Köln, um 1970 als Assistenzprofessor an der Universität Teheran und ab 1973 bis zu seiner Pensionierung 1999 am Institut der deutschen Wirtschaft in Köln tätig zu sein. Daneben beriet er bis 1992 die International Association of Islamic Banks (IAIB) der OIC auf Zypern und in Kairo.
Von 1988 bis 1993 war Köhler Mitbegründer und Sprecher des Islamischen Arbeitskreises, einer Vorläuferorganisation des 1994 gegründeten Zentralrats der Muslime in Deutschland (ZMD). Von 2000 bis 2002 war er Vorsitzender der Deutschen Muslim-Liga e. V. (DML Hamburg).
Bevor er im Februar 2006 von Nadeem Elyas den Vorsitz des ZMD übernahm, war er fünf Jahre dessen Generalsekretär und Vorsitzender des Beirats. Köhler war von April bis September 2007 erster Sprecher des Koordinierungsrates der Muslime, der 2007 – auch mit Unterstützung von Ehefrau Asiye Köhler – gegründet wurde. Dieses Amt hatte er turnusgemäß vom 1. April bis 30. September 2009 erneut inne. Am 18. September 2010 wurde er aus seinem Amt als Zentralratsvorsitzender in einer Kampfabstimmung zugunsten von Aiman Mazyek abgewählt. Köhler wechselte zugleich in den Beirat des ZMD.
Köhler ist Kuratoriumsmitglied der Christlich-Islamischen Gesellschaft.

## Veröffentlichungen
Ayyub Axel Köhler hat zahlreiche Artikel vorwiegend in islamischen Zeitschriften wie Al-Islam des Islamischen Zentrums München, „Al-Fadschr“ des Islamischen Zentrums Hamburg und in Rundbriefen der Muslim-Liga veröffentlicht, in denen er sich meist mit der Integration islamischer Lebensweisen in die deutsche Gesellschaft befasst. Darin wendet sich Köhler unter anderem gegen eine Bürokratisierung des Islam durch Anerkennung als Körperschaft öffentlichen Rechts und gegen staatliche Modelle „islamischer Unterweisung“ wie in Nordrhein-Westfalen („mit fadenscheinigen Gründen die Muslime hintergangen“) oder LER in Brandenburg und Hamburg („krasse Fehlentwicklung“).

## Kontroversen
Im Frühjahr 2007 geriet Köhler in die Kritik, nachdem Ibrahim El-Zayat als sein Gast an einer Sitzung der Islamkonferenz teilgenommen hatte. El-Zayat ist Vorsitzender der Islamischen Gemeinschaft in Deutschland und wird mit der Muslimbruderschaft in Verbindung gebracht. Köhler erklärte, er habe „seit längerem gewünscht“, dass El-Zayat bei einer Sitzung der Konferenz zugegen sei, zumal dieser ihm bisher viel geholfen habe.
In seiner Schrift Islam: Leitbilder... äußert Köhler: „Die Glaubensgrundsätze (des Islam) und das islamische Recht (Scharia) zeigen den quasi-totalen Anspruch der Religion auf Mensch und Gesellschaft“ (S. 28). Auf S. 33 heißt es ferner: „Das islamische Gesellschaftssystem wird damit aber keineswegs zu einer Demokratie. Diese Staatsform ist dem Islam fremd.“

## Publikationen
- Islam: Leitbilder der Wirtschafts- und Gesellschaftsordnung. Al-Kitab Verlag, Köln 1981, ISBN 3-88794-001-6.
- mit I. Kaplan u. a.: Islam und Bildung. Interkulturelle Studien Band 15. Verlag Leske und Budrich, Opladen 2003, ISBN 3-8100-3597-1.